# Lowndes County (Mississippi)
 For alternative betydninger, se Lowndes County. (Se også artikler, som begynder med Lowndes County)
Lowndes County er et county i den amerikanske delstaten Mississippi.
33°28′N 88°26′V / 33.47°N 88.44°V